# Hagagatan

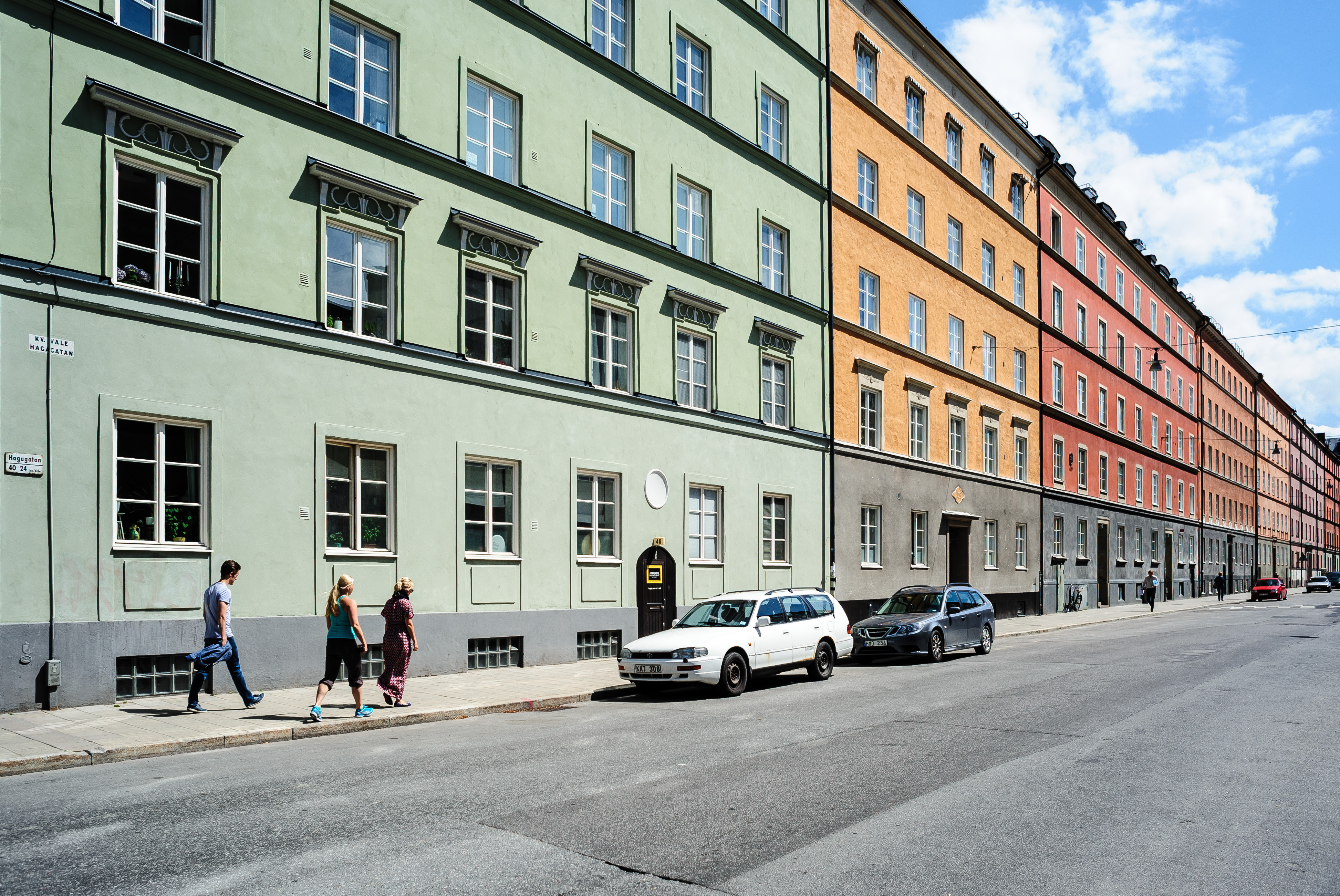
Kvarteret Vale. 1920-talshus.

Hagagatan är en gata i stadsdelen Vasastan i Stockholm. Den fick sitt nuvarande namn i samband med Namnrevisionen i Stockholm 1885.
Gatan löper från Odengatan i söder till Ynglingagatan i norr. Hagagatan korsas av gatorna Surbrunnsgatan, Frejgatan, Vanadisvägen och Idungatan. På Hagagatan ligger bland annat Medborgarskolan och hotellet Best Western Time (i hörnet Vanadisvägen / Hagagatan). Vid Hagagatan 2 låg tidigare Asylet för Pauvres Honteux. Gatan går parallellt med Sveavägen och Norrtullsgatan.

## Hagagatan i fiktion
Kalle i boken Kapten Kalle på de sju haven av Joakim Langer bor på Hagagatan.